# Karolína Kokešová
Karolína Kokešová (Brno, Txèquia, 22 de febrer de 1996) és una model i reina de bellesa txeca, guanyadora del concurs Miss Univers Czechia 2021. Anteriorment va ser coronada com a Miss Global Czechia i Miss Global 2019. Va créixer a Praga i viu a Brno. Va estudiar en la gestió de destinacions turístiques.
El 25 d’agost de 2019 Kokešová es va unir al certamen Česká Miss 2019 al Hudební divadlo Karlín de Praga. Es va classificar com a segona classificada i finalment va perdre la guanyadora Barbora Hodačová. El 18 de gener de 2020, Kokešová representarà Txèquia a la final del certamen internacional Miss Global 2019 a l'estat d'Oaxaca, Mèxic. Va guanyar la competició i va ser coronada Miss Global 2019 per la titular sortint Sophia Ng de Hong Kong. El 16 d’octubre de 2021, Kokešová va ser nomenada Miss Univers Txèquia 2021 i representarà Txèquia al certamen Miss Univers 2021 a Eilat, Israel.